# Müdür
Müdür (in turco), anche Mudir, (in arabo ‎? مدير, DMG Mudīr) era un alto funzionario amministrativo nell'impero ottomano e nel vicereame dell'Egitto. Anche i superiori delle scuole secondarie (Medresen) erano chiamati così. Nel Sudan turco-egiziano e nel Sudan Anglo-Egiziano, i governatori provinciali portavano questo titolo; l'austriaco Rudolf von Slatin pascià sotto il comando supremo del Governatore Generale (hikimdar) Gordon Pascià Mudir di Dara, la parte sud-occidentale della provincia del Darfur al tempo della rivolta del Mahdi.
Come titolo o titolo dell'ufficio, esiste ancora in Turchia. I capi di ospedali e scuole sono chiamati Müdür. Anche i capi dei cosiddetti "Müdürlük", dipartimenti all'interno di agenzie governative o uffici regionali di grandi autorità, sono chiamati Müdür. Le autorità di livello superiore di solito hanno il nome "Genel Müdürlük", come per esempio l'Emniyet Genel Müdürlüğü (Direzione Generale della Polizia). Il loro capo è il "Genel Müdür" (direttore generale). Anche all'interno dell'economia, il termine Müdür è comune.